# スタサンドロス
スタサンドロス（希：Στάσανδρος, ラテン文字転記：Stasandros, 紀元前4世紀）は、マケドニア王国の家臣で、ディアドコイの一人である。
スタサンドロスはキュプロスの人である。紀元前321年以前の経歴は不明であり、彼の名はアレクサンドロス3世の在位中に出ない。アレクサンドロスの死後の紀元前321年に開催されたトリパラディソスの軍会でスタサンドロスはアレイアとドランギアナの太守に任じられた。
紀元前317年にメディア太守ペイトンがパルティアの前の将軍のフィロタス（ピリッポスの間違いか）を処刑し、弟のエウダモスをその地位に据えた際、その二の舞になることを恐れたスタサンドロスを含む帝国の東方を支配する太守たちは連合してペイトンと戦い、彼を破った。また、同年からのアンティゴノスとエウメネスとの戦いに際してスタサンドロスは他の東方の太守たちと同様にエウメネスに与し、自領とバクトリアから1500人の歩兵と1000騎の騎兵を率いて参上した。そしてパラエタケネとガビエネでの戦いでは共に騎兵部隊を率いて戦った。ガビエネの戦いの後の味方の裏切りによってエウメネスがアンティゴノスに引き渡された際、スタサンドロスの所領はアンティゴノスの手に渡った。アンティゴノスはアレイアを最初エウイトスに与えたが、エウイトスは間もなく死んだのでエウアゴラスを太守にした。なお、太守領を奪われた後スタサンドロスがどうなったのかは不明である。

## 註
1. ↑  ディオドロス, XVIII, 39
2. ↑  ibid, XIX, 14
3. ↑  ibid, XIX, 27
4. ↑  ibid, XIX, 48

## 参考サイト
- Bill Thayer's Web Site （ディオドロスの『歴史叢書』の英訳あり）